# إسراء رونابار
إسراء رونابار فلاي (بالتركية: Esra Ronabar)‏ (ولدت في عام 1978 في أودميش بمدينة إزمير) ممثلة مسرحية وسينمائية ومسلسلات.

## حياتها
ولدت إسراء رونابار في أوديميش في عام 1978. التحقت بقسم الكيمياء بجامعة أنقرة وحينما كانت تدرس بالجامعة التحقت إسراء بالاختبارات الأكاديمية. وكان ألتان إرككلي هو معلمها الأول. وبدأت إسراء رونابار العمل مع روتكاي عزيز ومتين بلاي. وتركت إسراء قسم الكيمياء بشكل جزئي ثم دخلت اختبارات التمثيل وحينما فازت في نجحت قامت بإلغاء التسجيل منقسم الكيمياء. ثم تخرجت إسراء من فرع الفن الأول للتمثيل بقيم المسرح بكلية اللغة والتاريخ والجغرافيا بجامعة أنقرة. وخلال عامي 1997 – 1998 مثلت إسراء في مسرحيات مثل "السلام في التفاح  وكاراباليك الصغير" وذلك في مسرح الفن بأنقرة. وقد شغلت إسراء منصب مساعد مخرج سوياً مع إبرو إرككلي في مسرحية بعنوان «العقرب» حيث أخرجها روتكاي عزيز وكتبها إشبر يغمرديليري. وشاركت دور البطولة مع أوميت أولجاي في مسلسل بعنوان «حتى إذا افترق القدر» في عام 1998.
فيما بعد مثلت في سبعة أفلام إعلانية مثل شوكولاتة أولكر، كل الأيام. وفي عام 2003 جسدت شخصية جانسو في «أيه جي أيه». وجذبت الانتباه بشخصية بيرنور جويالي التي جسدتها في مسلسل حكاية إسطنبول في عام 2003. وفي عام 2005 ظهرت أمام الجمهور المشاهد بدور بهار طبيبة الأطفال في مسلسل الخشخاش الأبيض في عام 2005. ومثلت في مسلسل العثماني الأخير.
تزوجت إسراء بالممثل باريش فلاي في 7 يوليو عام 2006.
وفي عام 2007 مثلت في فيلم «لا تخاف من الحياة» حيث أنه فيلم درامي كتبه وأخرجه بيرين داغتشينار. وخلال عامي 2007 – 2008 مثلت في مسرحيات بعنوان «خادم السيدين وكيف نجب أن نمثل المسرحية»   وذلك في مسرح المدينة ببلدية كوجالي بيوكشهر. وحازت على الجائزة الخاصة بلجنة تحكيم عصمت كونتاي في جوائز مسرح عصمت كونتاي الثالث والثلاثون في عام 2008 عن دور سفيل في مسرحية «كيف يجب تمثيل المسرحية» حيث أنها مسرحية أخرجها عمر أكجولو وكتبها وصيف أونجورن.
أنجبت إسراء ابنها مافي روزجار في عام 2009.
وفي عام 2010 جسدت إسراء شخصية شهانا في مسلسل قطفت زهرة. وبدأت في العام نفسه العمل في مسرح المدينة بإسطنبول. ومثلت في مسرحيات «مكان في منتصف العالم والعلاقات الخطيرة». وحازت على جائزة أفضل ممثلة في جوائز مسرح عصمت كونتاي السادس والثلاثون في عام 2011 عن دور أهتن في مسرحية مكان في منتصف العالم حيث كان العرض الأول له في 24 مارس عام 2010 وكتبها أوزن يولا وأخرجها م. نور الله تونجر.
وفي عام 2010 جسدت إسراء شخصية نور سيرتاتش بائعة في مسلسل الهاوية.
وبثت إسراء الحيوية بشخصية سفجي جوندوغدو على مدار إثنى عشر جزءاً كممثلة البطولة في مسلسل «سأمنحك سراً» حيث أنه مسلسل درامي رائع بدأ نشره في شهور الصيف بعام 2013. إلا أنها في 22 سبتمبر عام 2013 قد مرت إسراء بحادث مروري في طريق بهتشاكوي حينما كانت ذاهبة لتصوير مسلسل ما. وبعد وقوع الحادث أصٌيبت إسراء بكسر في أماكن عديدة بجسدها وقد هٌيأت في المستشفى التي تقبع بها. وقد أجريت إسراء عملية لمدة خمس ساعات ونصف ساعة وأعلن عن أنه لن يكن هناك خطر على حياتها ولكنها ستأخذ راحة وتبقى بعيداً عن التمثيل لفترة طويلة لسبب الكسور التي في جسدها. وحينما كانت على وشك العودة إلى صحتها كسر البلاتين المعلق على جسدها مرة أخرى وذلك إثر الحادث الأخر التي مرت به في شهر يناير. واضطرت للانفصال عن مسلسل «سأمنحك سراً» وذلك بسبب عدم راحتها.

## المسرحيات
- العلاقات الخطيرة: شوديرلوس دي لاكلوس – مسرح مدينة إسطنبول – 2011
- مكان في منتصف العالم – أوزن يولا – مسرح مدينة إسطنبول – 2010
- كيف ينبغي تمثيل المسرحية – وصيف أونجورن – مسرح المدينة ببلدية كوجالي بيوكشهر – 2008
- خادم سيدين – كارلو جولدوني – مسرح المدينة ببلدية كوجالي بيوكشهر – 2007
- قرار كيمين – برايان كلارك – مسرح المدينة ببلدية كوجالي بيوكشهر – 2004
- كاراباليك الصغير – نيلبانو إنجيندنيز – مسرح أنقرة الفني – 1997
- السلام في التفاحة: صامد بيهرنجي – مسرح أنقرة الفني – 1997

## الجوائز
- جائزة أفضل ممثلة بجوائز مسرح عصمت كونتاي السادس والثلاثون لعام 2011 عن دور أهتين في مسرحية مكان في منتصف العالم
- الجائزة الخاصة بلجنة تحكيم عصمت كونتاي بجوائز مسرح عصمت كونتاي الثالث والثلاثون لعام 2008 عن دور سفيل في مسرحية كيف ينبغي تمثيل المسرحية

## أعمالها

### أفلام
| العام | الاسم             | الدور      | ملحوظات |
| ----- | ----------------- | ---------- | ------- |
| 2007  | لا تخاف من الحياة | زيلي إيمين |         |

### مسلسلات
| العام | الاسم               | الدور              | ملحوظات     |
| ----- | ------------------- | ------------------ | ----------- |
| 2013  | سأمنحك سراً          | سفجي جوندوغدو      | دور البطولة |
| 2012  | الهاوية             | نور سيرتاتش        | دور البطولة |
| 2010  | قطفت زهرة           | شهانا              |             |
| 2005  | العثماني الأخير     |                    |             |
| 2005  | الخشخاش الأبيض      | بهار               |             |
| 2003  | حكاية إسطنبول       | بينور جويالي أرهان |             |
| 2003  | أيه جي أيه          | جانسو              |             |
| 1998  | حتى إذا إنفصل القدر | سونا               | دور البطولة |

### مسرحيات
- العلاقات الخطيرة: شوديرلوس دي لاكلوس – مسرح مدينة إسطنبول – 2011
- مكان في منتصف العالم – أوزن يولا – مسرح مدينة إسطنبول – 2010
- كيف ينبغي تمثيل المسرحية – وصيف أونجورن – مسرح المدينة ببلدية كوجالي بيوكشهر – 2008
- خادم سيدين – كارلو جولدوني – مسرح المدينة ببلدية كوجالي بيوكشهر – 2007
- قرار كيمين – برايان كلارك – مسرح المدينة ببلدية كوجالي بيوكشهر – 2004
- كاراباليك الصغير – نيلبانو إنجيندنيز – مسرح أنقرة الفني – 1997
- السلام في التفاحة: صامد بيهرنجي – مسرح أنقرة الفني – 1997

## وصلات خارجية
- إسراء رونابار على موقع IMDb (الإنجليزية)
- إسراء رونابار على موقع ألو سيني (الفرنسية)
- إسراء رونابار على موقع قاعدة بيانات الفيلم (الإنجليزية)
- إسراء رونابار على موقع كينوبويسك (الروسية)

- إسراء رونابار في قاعدة البيانات على الإنترنت
- إسراء رونابار في السينما التركية [التركية]